# Talijanski rat 1494. – 1495.
Talijanski rat 1494. – 1495., poznat također kao i Talijanski rat Karla VIII. ili Prvi talijanski rat, je bio prvi u nizu tzv. talijanskih ratova. Rat je uključivao vojsku francuskog kralja Karla VIII., uz prvotnu podršku Milanskog Vojvodstva, u sukobu s talijanskom alijansom pod vodstvom pape Aleksandra VI.

## Pozadina
Francuski kralj Luj XI. pobijedio je burgundijskog vojvodu Karla, nakon čega je počeo smatrati da Francuska ima zadaću boriti se protiv Habsburgovaca. Kao područje širenja odabrao je Rajnu. Međutim, njegov sin i nasljednik Karlo VIII., nije dijelio isto mišljenje te kao prostor za ekspanziju bira Apeninski poluotok. Bilo je to iz više razloga. Naime, Francuska je u Italiji već posjedovala Grofoviju Asti, koju je vladarska kuća d'Orleans dobila 1395. pomoću miraza Valentine Visconti, supruge Luja I. Orleanskog. Kada je 1481. izumrla vladarska loza Anžuvinaca, Provansa se ujedinila s Francuskom, a Karlo VIII. je odlučio djelovati sukladno starim pravima koja su Anžuvinci polagali na Napuljsko Kraljevstvo koje su im oduzeli Aragonci iz Španjolske. Taj je razlog bio povezan i s planom osvajanja Carigrada. Naime, osvajanje Napulja je trebalo poslužiti kao odskočna daska za šire djelovanje.
Karlo je računao na dobar rezultat pohoda. Kao prvo, zbog toga što su Aragonci u Napulju bili prilično izolirani, najviše zbog nasilnog gušenja urote baruna 1485. i zbog nesklonosti Milana i Venecije prema njima. Drugi važan faktor bile su unutrašnje borbe koje su potresale Papinsku Državu i kolegij kardinala nakon što je za papu izabran kardinal Rodrigo Borgia, koji je uzeo ime Aleksandar VI. Njegovi su se suparnici nadali da će francuski kralj sazvati koncil na kojemu će ovaj kontroverzni papa biti smijenjen.

## Tijek rata
Karlov pohod na Italiju, koji je počeo 1494., imao je dvije faze. U prvoj (1494. – 1495.), francuski kralj je ušao u Milano, gdje ga je primio Ludovico Sforza. U Firenci je sin i nasljednik Lorenza de' Medicija Piero de' Medici predao Karlu ključeve toskanskih utvrda, što je uzrokovalo bijes stanovništva koji su ga istjerali iz grada. Došavši do Rima francuski kralj je s papom Aleksandrom VI. sklopio sporazum koji mu je dozvolio slobodan prolaz do Napulja.
Druga faza (iza 1495.) označena je nastajanjem antifrancuske koalicije, koja je uključivala Španjolsku, Habsburšku Monarhiju, Mletačku republiku, Milano i Papinsku državu. Kaolicija je stvorena kad su ove sile uvidjele kakvu opasnost Francuska predstavlja. Iznenađeni Karlo VIII. naredio je povlačenje iz Italije u strahu da mu ne presijeku odstupnicu prema Francuskoj. Međutim, njegova je vojska sustignuta kod mjesta Fornovo di Taro, gdje je 1495. došlo do bitke, a sam je kralj napustio Italiju nakon toga.

## Posljedice
Karlov je pohod postao primjer ostalim vladarima koji su vrlo brzo posegnuli za Italijom, inauguriravši doba tzv. talijanskih ratova. Jedina promjena koju je pohod prouzročio, a koja se uspjela očitovati nekoliko godina, bila je zamjena vlasti u Firenci obitelji Medici s onom republikanskom (1494. – 1512.), razdoblje poznato po vlasti dominikanca Girolama Savonarole.